# Alarm im Kasperletheater
Alarm im Kasperletheater ist ein Bilderbuch des deutschen Autors Nils Werner mit Illustrationen von Heinz Behling aus dem Jahr 1958.

## Handlung
Bei den Vorbereitungen zur Geburtstagsfeier der Oma soll das Kasperle frische Pfannkuchen einkaufen. Doch das kleine Teufelchen stiehlt ihm die Pfannkuchen. Gemeinsam mit der Kräuterhexe Adelheid, dem Schutzmann Schill, dem König, dem Räuber Fridolin, Gretel und dem Krokodil will das Kasperle sich die Pfannkuchen zurückholen. Doch das Teufelchen hat alle Pfannkuchen allein verzehrt. Daher plagen es nun starke Bauchschmerzen, wodurch es die doch noch stattfindende Feier nicht genießen kann.

## Zeichentrickfilm
Im Jahr 1960 entstand im DEFA-Studio für Trickfilme eine 16 Minuten lange Zeichentrick-Version der Geschichte. Regie führte der Animationsfilmregisseur Lothar Barke. Sprecher waren neben Barke Peter Voigt, Christel Schlobach und Werner Baensch. Die Musik produzierte Conny Odd.
Der Film hatte seine Premiere am 23. Dezember 1960. Beim Internationalen Filmfestival von Neu-Delhi erhielt der Film 1962 die Silberne Lotosblume. Durch oftmalige Wiederholungen im DDR-Fernsehen wurde der Film zu einem ostdeutschen Zeichentrick-Klassiker.

## Ausgaben
- Alarm im Kasperletheater. Zeichnungen von Heinz Behling, Leipzig, 1958, Dr. H. Schulze
- Alarm im Kasperletheater. Illustrationen von Heinz Behling, München, 1961, Parabel Verlag
- Alarm im Kasperletheater. Illustrationen von Heinz Behling, Berlin, 1994, Eulenspiegel Verlag, ISBN 978-3-359-00757-9
- Hörbuch: Inka liest Alarm im Kasperletheater. Und andere Versgeschichten für Kinder. 2007, Eulenspiegel Verlag, ISBN 978-3359011019
- Alarm im Kasperletheater: eine Geschichte. Illustrationen von Heinz Behling, Hamburg, 2009, Carlsen Verlag, ISBN 978-3-551-05785-3